# Rosa 'Glamis Castle'
'Glamis Castle' ('AUSlevel' es el nombre de la obtención registrada), es un cultivar de rosa que fue conseguido en Reino Unido en 1992 por el  rosalista británico David Austin.

## Descripción
'Glamis Castle' es una rosa moderna cultivar del grupo « English Rose Collection ».
El cultivar procede del cruce de 'Graham Thomas' ® x 'Mary Rose' ®.
Las formas arbustivas del cultivar tienen porte erguido que alcanza más de 90 a 120 cm de alto con 60 a 120 cm de ancho. Las hojas son de color verde oscuro mate de tamaño medio, follaje coriáceo.
Capullos ovoides puntiagudos. Sus delicadas flores de color blanco, crema sombreado. Fragancia dulce moderada, mirra. hasta 120 pétalos. El diámetro medio de 2,5". Rosa mediana, muy completa (41 + pétalos), en pequeños grupos, en forma de copa, forma globular pasada de moda, con volantes.
Florece de una forma prolífica, floración en oleadas a lo largo de la temporada.

## Origen

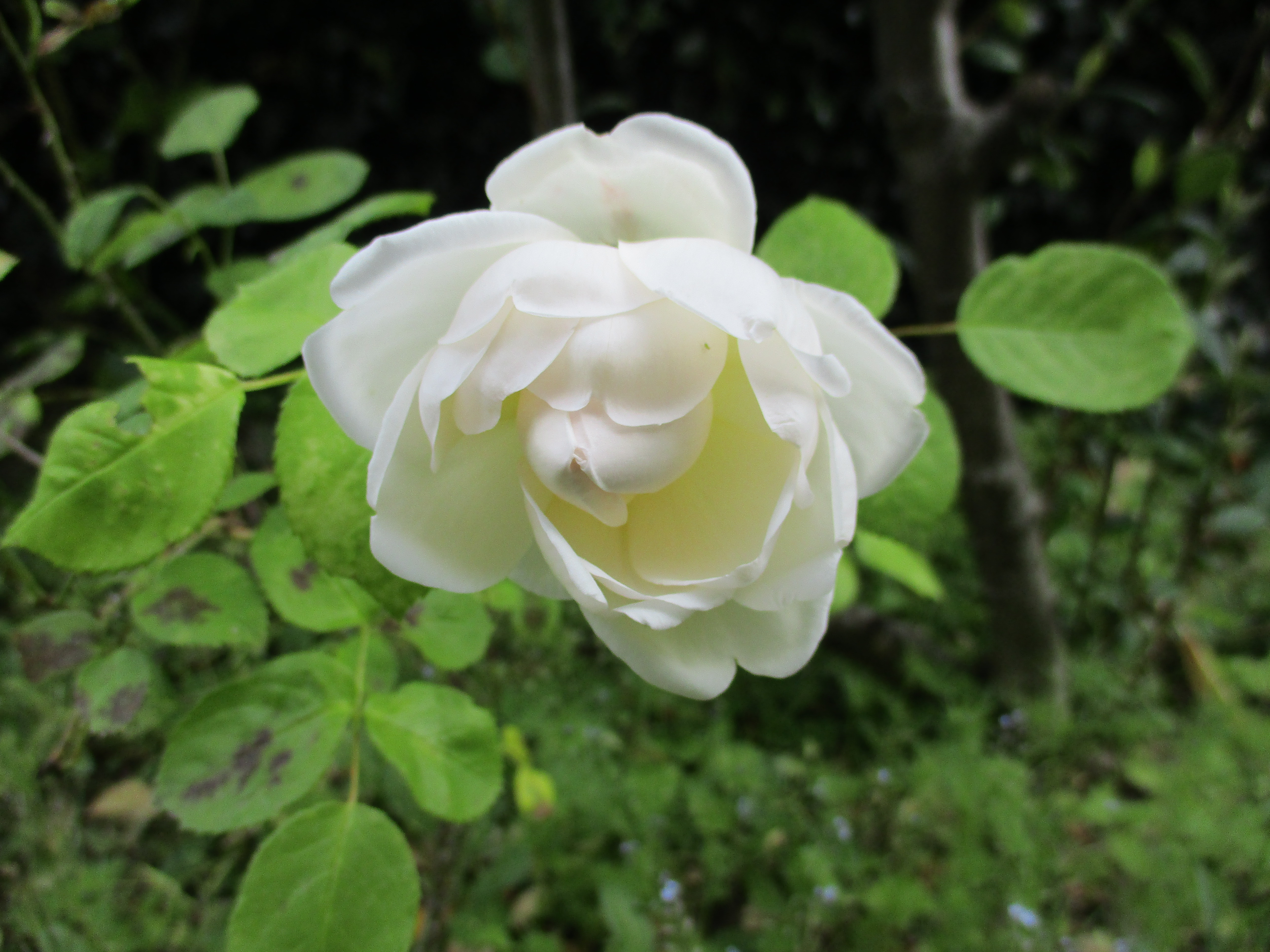
'Glamis Castle'

El cultivar fue desarrollado en Reino Unido por el prolífico rosalista británico David Austin en 1992. 'Glamis Castle' es una rosa híbrida con ascendentes parentales de cruce de 'Graham Thomas' ® x 'Mary Rose' ®.
La obtención fue registrada bajo el nombre cultivar de 'AUSlevel' por David Austin en 1992 y se le dio el nombre comercial de exhibición 'Glamis Castle'™.
También se le reconoce por el sinónimo de 'AUSlevel'.
- La rosa fue conseguida antes de 1992 e introducida en el Reino Unido por David Austin Roses Limited (UK) en 1992 como 'Glamis Castle'.[1]
- La rosa 'Glamis Castle' fue introducida en la Unión Europea con la patente "European Union - Patent No: 332  on  2 Aug 1996/Application No: 19950462  on  24 Jul 1995/First commercialisation in EU: May 1, 1992; outside EU: 01/01/1994/Expiry of protecton on June 1, 2017.".[1]
- La rosa 'Glamis Castle' fue introducida en Estados Unidos con la patente "United States - Patent No: PP 8,765  on  7 Jun 1994/Application No: 08/039,946  on  29 Mar 1993".[1]
- La rosa 'Glamis Castle' fue introducida en Australia con la patente "Australia - Application No: 1996/062  on  1996".[1]

Llamado así por la casa solariega escocesa de los Condes de Strathmore y Kinghorne - residencia real desde 1372, la casa de la infancia de la Reina Isabel la Reina Madre, el lugar de nacimiento de Su Alteza Real la Princesa Margarita, y el escenario de "Macbeth" la obra de Shakespeare.

## Cultivo
Aunque las plantas están generalmente libres de enfermedades, es posible que sufran de punto negro en climas más húmedos o en situaciones donde la circulación de aire es limitada. Es susceptible al mildiu.
Aunque tolera media sombra, se desarrollan mejor a pleno sol. En América del Norte son capaces de ser cultivadas en USDA Hardiness Zones 5b a 10b. La resistencia y la popularidad de la variedad han visto generalizado su uso en cultivos en todo el mundo.
Puede ser utilizado para las flores cortadas, jardín o portador guía. Vigorosa. En la poda de Primavera es conveniente retirar las cañas viejas y madera muerta o enferma y recortar cañas que se cruzan. En climas más cálidos, recortar las cañas que quedan en alrededor de un tercio. En las zonas más frías, probablemente hay que podar un poco más que eso. Requiere protección contra la congelación de las heladas invernales.